# Labros Papakostas
Lambros Papakostas, född den 20 oktober 1969 i Karditsa, är en grekisk före detta friidrottare som tävlade i höjdhopp.
Papakostas genombrott kom när han blev silvermedaljör vid inomhus-VM 1995 efter ett hopp på 2,35. Han deltog vid Olympiska sommarspelen 1996 där han slutade sexa efter att ha klarat 2,32.
Han andra raka silvermedaljör vid ett inomhus-VM vann han vid VM 1997 i Paris efter att ha klarat 2,32. Han var även i final vid utomhus-VM 1997 men slutade då sexa med ett hopp på 2,32.

## Personligt rekord
- Höjdhopp - 2,36